# 3-pionnengambiet
Het 3-pionnengambiet is in de opening van een schaakpartij een variant in de schaakopening koningsgambiet. Het gambiet valt onder ECO-code C35, de Cunninghamverdediging, en het heeft de volgende beginzetten:
1. e4 e5
2. f4 exf4
3. Pf3 Le7 (de Cunninghamverdediging)
4. Lc4 Lh4
5. g3 fxg3
6. 0-0
De zetten zijn geanalyseerd door een onbekende schaker.